# 데드맨 원더랜드
《데드맨 원더랜드》(デッドマン・ワンダーランド)는 카타오카 진세이와 콘도 카즈미가 공동으로 제작하는 일본의 만화이다.

## 개요
《교향시편 유레카 세븐》의 만화를 담당했던 카타오카 진세이와 콘도 카즈미가 공동으로 제작하는 만화이다. 2011년 4월부터 manglobe에서 제작된 동명의 텔레비전 애니메이션이 방영되고 있다. 단행본 제11권에 한정판 OVA 디스크가 수록될 예정이다. 《4컷 만화 nano 에이스》 Vol.1 호부터 미즈노모토가 쓰는 패러디 작품인 《어나더. 데드맨 원더랜드》가 연재되고 있다.

## 등장인물

### 메인 캐릭터
이가라시 간타 (五十嵐 丸太)
성우 - 박로미/김현지 (朴璐美)
주인공. 14세. 키 155cm. 「붉은 남자」에 의해 가슴에 붉은 다이아몬드가 박혀 「데드맨」이 된 소년. 코드 네임은 「우드페커」. 죄의 가지는 피를 탄환처럼 쏠 수 있는 「간타 건」.
시로 (シロ)
성우 - 하나자와 카나/안소이/미연 (花澤香菜)
여주인공. 하얀 머리칼과 붉은 눈을 한 의문의 소녀.

### 데드맨 원더랜드
레치드 에그 (レチッドエッグ)
통칭 「붉은 남자」. 도쿄 대지진을 일으킨 원흉이며 나가노 현립 제4중학교에서 대량 학살을 일으킨 의문의 살인귀. 죄의 가지는 피를 고속으로 압축시켜 물체를 소멸시킬 수 있다.
하기레 린이치로(剥切 燐一郎)
성우 - 나카 히로시 (中博史)
DW의 소장.
타마키 츠네나가 (玉木 常長)
성우 - 스와베 준이치 (諏訪部順一)
DW의 프로모터.
마키나 프류겔 키와코 (蒔名 フリューゲル 季和子)
성우 - 혼다 타카코 (本田貴子)
DW의 간수장. 보통 「마키나」 라고 불린다.
타카시마 우라라 (高島 麗)
성우 - 미나
DW의 여의사.
챤 & 앤 (チャン & エン)
성우 - 카지카와 쇼헤이 (梶川翔平), 사이토 유카 (斉藤佑圭)
하기레 소장의 측근인 쌍둥이 남매. 죄의 가지는 피를 촉수 형태로 만들어 뇌나 기계에 연결해서 조종하는 능력.

### 데드맨
센지 키요마사 (千地 清正)
성우 - 카토 마사유키 (加藤将之)
DW의 죄수. 26세. 키 181cm. 코드 네임은 「크로우」. 죄의 가지는 피를 칼날로 만드는 「크로우 크로우」. 감옥에 들어오기 전에는 신입 경찰관이었다.
타카미 미나츠키 (鷹見 水名月)
성우 - 노미즈 이오리 (野水伊織)
DW의 죄수. 17세. 키 153cm. 코드 네임은 「허밍버드」. 죄의 가지는 피를 머리카락과 일체화 시켜 채찍으로 만드는 「윕 윙」.
촙플린 스케가와 (チョップリン助川)
DW의 죄수. 키 176cm. 코드 네임은 「피콕」. 죄의 가지는 피를 표창으로 만드는 「피콕 피크」. 본명은 스케가와 마사루 (助川まさる)이나 이 이름으로 부르면 싫어한다. 감옥에 들어오기 전에는 평범한 회사원이었다.
히타라 이다키 (火多良 懐)
DW의 죄수. 키 208cm. 코드 네임은 「콘도르」. 죄의 가지는 피를 태워 불을 일으키는 「콘도르 캔들」. 감옥에 들어오기 전에는 중학교 교사였다.
이타다키 카즈야 (頂 和弥)
성우 - 하라다 아키라 (原田晃)
DW의 죄수. 코드 네임은 밝혀지지 않았으나 단행본 8권 특전 카드에는 펠리컨이 그려져 있었다. 감옥에 들어오기 전에는 서커스의 삐에로였다.
사키가미 토토 (咲神 トト)
성우 - 사와시로 미유키 (沢城みゆき)
DW의 죄수. 18세. 코드 네임은 「모킹버드」. 죄의 가지는 다른 데드맨들의 능력을 복사하는 「러브☆라비린스」.
미츠자키 요스가 (密崎 ヨスガ)
DW의 죄수. 17세. 코드 네임은 밝혀지지 않았다.

### 자유의 사슬 (스카 체인)
켄가미네 나기 (剣ヶ峰 凪)
성우 - 오노 다이스케/신용우 (小野大輔)
DW의 죄수. 코드 네임은 「아울」. 「스카 체인」의 리더이다. 죄의 가지는 피를 비눗방울처럼 만든 뒤 폭발 시키는 「아울스 아이보울」. 감옥에 들어오기 전에는 골동품점을 운영하고 있었다.
코시오 카라코 (興緒 唐子)
성우 - 이토 쿠미코 (伊東久美子)
DW의 죄수. 23세. 키 169cm. 코드 네임은 「게임 파울 (싸움닭)」. 「스카 체인」의 부리더. 죄의 가지는 피를 단단히 굳힌 뒤 몸에 두르는 능력. 감옥에 들어오기 전에는 간호사였다.
로쿠로 분도우 (六路 文堂)
성우 - 후쿠야마 준 (福山潤)
DW의 죄수. 「스카 체인」의 첩보 담당이나 사실은 「언더 테이커」의 스파이다. 죄의 가지는 피로 육각형의 방패를 만드는 능력.
아키야마 (秋山)
성우 - 야마모토 카네히라 (山本兼平)
오하라 (小原)
성우 - 요네마루 아유미 (米丸歩)
엔도 (遠藤)
성우 - 도우자카 코우조 (堂坂晃三)
DW의 죄수. 「스카 체인」의 멤버. 죄의 가지는 피를 창으로 만드는 능력.
야마자키 (山崎)
성우 - 야마모토 카즈토미 (山本和臣)
DW의 죄수. 「스카 체인」의 멤버. 죄의 가지는 피를 그물망으로 만드는 능력.
와카바야시 (若林)
성우 - 카지카와 쇼헤이 (梶川翔平)
코우모토 (河本)
성우 - 미즈노 타카오 (水野貴雄)
미야코 (ミヤコ)
성우 - 카타카이 카오루 (片貝薫)
오오시마 (大島)
성우 - 토바리 미사토 (戸帳美里)
코스키 (コスギ)
성우 - 이타토리 마사아키 (板取政明)
우에시마 (上島)
성우 - 스가와라 마사요시 (菅原雅芳)
DW의 죄수. 「스카 체인」의 멤버. 죄의 가지는 피를 톱니바퀴로 만드는 능력.
미야 (ミヤ)
성우 - 조우고 사에코 (藏合紗恵子)
DW의 죄수. 「스카 체인」의 멤버. 죄의 가지는 피를 고리로 만드는 능력.
후지요시 (藤吉)
성우 - 카와니시 켄고 (河西健吾)
가즈 (カズ)
성우 - 에토 히로키 (江藤博樹)

### 언더 테이커
아즈마 켄가쿠 (東 弦角)
성우 - 모리카와 토시유키 (森川智之)
「언더 테이커」의 대장.
타이다 히바나 (橙 火花)
성우 - 타카모리 나츠미 (高森奈津美)
「언더 테이커」의 삼단장.
모즈리 가즈키 (モーズリ・我槌)
성우 - 히로다 미노루 (広田みのる)
「언더 테이커」의 2단 단장.
시나가와 도고쿠 (品川 童黒)
「언더 테이커」의 2단 부단장.

### 인변 갑부대
마도카 시시토 (円 獅子頭)
DW의 죄수. 겁이 많으며 움직임이 둔하다. 지진으로 인해 사망한 아버지에게서 받은 사자 인형을 항상 가지고 다닌다. 죄의 가지는 피로 손톱으로 만드는 「수심심중 (獣心心中)」. 능력은 오감을 조종하는 신경독.
아카츠키 이카즈치 (暁 雷)
성우 - 하마다 켄지 (浜田賢二) (OVA판)
DW의 죄수. 마스크를 쓴 남성. 죄의 가지는 피를 전갈 꼬리처럼 만든 뒤 자신을 찔러 신체를 강화 시키는 「난리난신 (乱離乱身)」.
미카와 하지메 & 미카와 이치 (三川 一 & 三川 一)
DW의 죄수. 쌍둥이 형제. 겉보기에는 어린아이지만 사실은 30세를 넘겼다. 죄의 가지는 피를 카멜레온의 혀처럼 만들어 자유자재로 움직이게 하는 「쌍륜무쌍 (双輪無双)」. 능력은 수면.
스메라기 우즈메 (皇 ウズメ)
DW의 죄수. 드레스 차림에 양산을 쓴 여성. 아름다운 것을 좋아하며 그 외의 것은 가치가 없다고 생각한다. 죄의 가지는 피를 나비처럼 만드는 「일곱 빛 나비(七色蝶々)」. 능력은 환각.

### DW 특무 엽병대
마키나 프류겔 키와코 (蒔名 フリューゲル 季和子)
카스가 쿄코 (春日 今日子)
성우 - 호리카와 치카 (堀川千華)
DW의 간수.
에코 카이도 (回向 海堂)
가시마 토라이치 (我縞 寅壱)
봄부 (ボンブ)

### 그 외 DW 관계자
타카미 요우 (鷹見 羊)
성우 - 카지 유우키 (梶裕貴)
DW의 일반 죄수. 19세. 키 174cm. 동생 타카미 미나츠키를 찾기 위해 죄수가 되어 감옥에 들어왔으며 CP를 벌어 형기를 사려고 했다. 감옥에 들어오기 전에는 호스트를 하고 있었다.
미도 아사미 (御堂 アザミ)
DW의 일반 죄수. 지나치게 양심적이며 정의감이 넘치는 성격. 키 168cm.
코우즈시 카즈마사 (高頭寺 一政)
DW의 일반 죄수. 전(前) 태권도 금메달 리스트. 지나치게 오만하고 폭력적인 남성.
챤 (張)
성우 - 야마모토 카네히라 (山本兼平)
DW의 일반 죄수. 중국인처럼 생긴 남성. 전(前) 해커. DW 내의 정보통이다.
아오히 (青陽)
성우 - 카즈키 히로토 (佳月大人)

### 기타 등장인물
미미 (美々)
성우 - 타카모토 메구미 (高本めぐみ)
나가노 현립 제4중학교에 다니는 학생. 간타와 야마카츠와는 친구사이.
야마카츠 (ヤマカツ)
성우 - 카지카와 쇼헤이 (梶川翔平)
나가노 현립 제4중학교에 다니는 학생. 간타와 미미와는 친구사이. 미미의 부친에 의하면 본명은 카츠야 (勝也)라고 한다.
도몬 (土門)
성우 - 이시즈카 운쇼 (石塚運昇)
센지 키요마사의 상사 경찰관.
신도 아키라 (新堂 アキラ)
성우 - 타치바나 신노스케 (立花慎之介)
센지 키요마사의 동료 경찰관.
모모이 (桃井)
성우 - 야마구치 타로 (山口太郎)
센지 키요마사의 동료 경찰관.
칸 토시로 (菅 トシロー)
성우 - 스기야마 노리아키 (杉山紀彰)
센지 키요마사의 동료 경찰관.
이가라시 소라에 (五十嵐 空絵)
간타의 엄마. DW의 전신인 「국립 의료 방역 센터」에 소속했던 연구원이었다.

## 애니메이션
2011년 4월부터 독립 UHF방송국 계열을 통해 방영되고 있다. 대한민국에서는 애니플러스가 일본어 음성에 한글 자막을 덧씌운 채로 제공하고 있다.

### 제작진
- 원작 - 카타오카 진세이, 콘도 카즈미 (월간 소년 에이스 연재중)
- 감독 - 하츠미 코이치
- 시리즈 구성 - 무토 야스유키
- 캐릭터 디자인 - 야마다 나오키
- 메카닉 디자인 - 야나세 타카유키
- 소품 디자인 - 니즈마 다이스케
- 효과 디자인 - 아리타 슈헤이
- 미술감독 - 와타나베 미치에
- 색채 설계 - 사이토 유코
- 촬영감독 - 카츠라야마 타케시
- 편집 - 사카모토 쿠미코
- 음악 - NARASAKI
- 음악 프로듀서 - 이치카와 쿠니야스, 호시노 모토키
- 음향감독 - 이와나미 요시카즈
- 프로듀서 - 이마모토 히사시, 코치야마 타카시
- 애니메이션 제작 - manglobe
- 제작 - 데드맨 원더랜드 G동

### 주제가
오프닝 테마 "One Reason"
작사 - Jon, rui / 작곡 - rui
노래 - DWB feat.fade
엔딩 테마 "SHINY SHINY"
작사·작곡 - 이와타 앗츄 / 편곡 - NIRGILIS
노래 - NIRGILIS
삽입곡
〈자장가〉(子守唄)
작사 - 카타오카 진세이, 콘도 카즈미 / 작·편곡 - NARASAKI
노래 - 시로 (성우 - 하나자와 카나)
삽입화수 - 제1화

### 방영 목록
| 화수 | 부제 (원제/풀이)                                         | 각본          | 그림 콘티         | 연출                | 작화감독                                        |
| ---- | -------------------------------------------------------- | ------------- | ----------------- | ------------------- | ----------------------------------------------- |
| #01  | 死刑囚 (사형수)                                          | 무토 야스유키 | 하츠미 코이치     | 키무라 류이치       | 코지마 히로카즈                                 |
| #02  | 解毒剤 -キャンディ- (해독제 - 캔디)                      | 무토 야스유키 | 요코야마 아키토시 | 이가라시 시쇼       | 마츠이 케이치로                                 |
| #03  | G棟 (G동)                                                | 무토 야스유키 | 요코야마 아키토시 | 시모츠카야 야스히로 | 휴가 마사키                                     |
| #04  | クロウ・クロウ (크로우 크로우)                           | 무토 야스유키 | 카네미야 사치코   | 오타 시쇼           | 백승찬                                          |
| #05  | 死肉祭 -カーニバル・コープス- (사육제 - 카니발 코프스)   | 무토 야스유키 | 사토 요우         | 사토 요우           | 후루카와 료타 코이소 유카 아오이 사요 사토 요우 |
| #06  | ハミングバード (허밍 버드)                               | 무토 야스유키 | 아오이 사요       | 아오이 사요         | 사토 미치오 마츠모토 쇼코 야마모토 쇼           |
| #07  | 原罪（レチッドエッグ） (원죄 - 버림받은 알)              | 무토 야스유키 | 요코야마 아키토시 | 진보 마사토         | 키타야마 슈이치 이와타 유키히로                 |
| #08  | 自由の鎖（スカーチェイン） (자유의 쇠사슬 - 상처의 사슬) | 무토 야스유키 | 모치즈키 토모미   | 이가라시 시쇼       | 마츠이 케이치로 코이소 유카 타카야나기 쿠미코   |
| #09  | 酸化促進剤（ワームイーター） (산화촉진제 - 웜 이터)      | 무토 야스유키 | 키무라 류이치     | 키무라 류이치       | 사토 요우 아오이 사요 야마모토 쇼               |
| #10  | 墓守（アンダーテイカー） (묘지기 - 언더테이커)           | 무토 야스유키 | 카세 미츠코       | 시모츠카야 야스히로 | 휴가 마사키                                     |
| #11  | 絶望のGIG (절망의 GIG)                                   | 무토 야스유키 | 요코야마 아키토시 | 요코야마 아키토시   | 후라카와 료타 사토 미치오 타나카 히로노리       |